# Bisfenol C2
Bisfenol C2 is een organische verbinding met als brutoformule C14H10Cl2O2.

## Synthese
Bisfenol C2 kan bereid worden door reactie van fenol met dichloorketeen, onder invloed van een zure katalysator. De reactie zelf verloopt middels een elektrofiele aromatische substitutie.

## Toepassingen
Bisfenol C2 wordt gebruikt bij de productie van polycarbonaten en diverse kunststoffen, waaronder harsen.